# عبده حسام الدين
عبده حسام الدين (مواليد 1954) سياسي سوري ووزير سابق للحكومة. كان مساعد لوزير النفط في الفترة من أغسطس 2009 إلى 7 مارس 2012 عندما أصبح صاحب أعلى منصب حكومي ينشق عن حكومة بشار الأسد وينضم إلى المعارضة.

## السيرة الذاتية
بعد دراسة الهندسة البترولية في الجامعة عمل عبده حسام الدين كمهندس حفر لشركة النفط السورية المملوكة للدولة. من خلال صناعة النفط والغاز في سوريا تم تعيينه مديرا عاما للمؤسسة الحكومية لتكرير النفط في مارس 2009. عين مساعدا لوزير النفط في سوريا في أغسطس 2009. في 7 مارس 2012 استقال من منصبه الوزاري للانضمام إلى معارضة حكومة بشار الأسد معلنا قراره في شريط فيديو نشر على موقع يوتيوب:
عبده حسام الدين متزوج ولديه أربعة أطفال.